# The Moonshiners (film 1911)
The Moonshiners (o The Moonshiner) è un cortometraggio muto del 1911. Il nome del regista non viene riportato nei credit del film che, prodotto dalla Reliance Film Company, aveva come interpreti Henry B. Walthall, Gertrude Robinson.

## Trama
Barrett e Harley lavorano come distillatori e contrabbandieri di liquori. La signora Harley e Rose, la fidanzata di Barrett, vorrebbero che i due le accompagnassero al picnic, ma loro devono finire il loro lavoro. L'ufficiale delle entrate che li cerca, incrocia al villaggio Barrett che riesce a sfuggirgli per un pelo. Intanto le due donne hanno deciso di recarsi comunque al picnic da sole. Incontrano l'ufficiale e viaggiano con lui sul calesse. Al ballo, l'uomo fa bere la signora Harley, nonostante gli avvertimenti di Rose che diffida dello sconosciuto. L'altra se la ride e torna a casa con lui. Qui, l'ufficiale governativo riesce a convincerla a rivelargli il luogo segreto dei distillatori. Insieme ai suoi uomini, l'ufficiale attacca il sito: Barrett rimane a fuggire benché ferito, mentre Harley viene catturato. Quando Rose trova Barrett, lui rifiuta il suo aiuto, credendo che la ragazza lo abbia tradito.
Piangendo amaramente, Rose si rifugia nel bosco. Mrs. Harley confessa di essere stata lei a rivelare il nascondiglio e Barrett si mette alla ricerca della fidanzata per chiederle perdono per avere dubitato di lei.

## Produzione
Il film venne prodotto dalla Reliance Film Company

## Distribuzione
Distribuito dalla Motion Picture Distributors and Sales Company, il film - un cortometraggio di una bobina - uscì nelle sale cinematografiche degli Stati Uniti il 15 novembre 1911.